# 南罗得西亚共产党
南罗得西亚共产党（英語：Southern Rhodesia Communist Party）是南罗得西亚（今辛巴威）历史上的一个共产主义政党。该党成立于1941年，分裂自罗得西亚工党。该党始终处于地下状态，未取得合法地位。该党的规模很小，成员主要是白人。该党与南非共产党、大不列颠共产党有联系。该党解散于1940年代晚期。诺贝尔文学奖得主多丽丝·莱辛是该党的成员。